# 엘리자베스 메이
엘리자베스 메이(Elizabeth May, OC, 1954년 6월 9일 ~ )는 캐나다의 정치인으로, 현재 캐나다 녹색당의 지도자이다.
연방 선거에 3번 출마했지만 모두 패했으며, 2008년 캐나다 연방 선거에서 노바스코샤 중앙선거구에서 피터 맥케이에게 14%차로 패배했다. 하지만 그의 지도 하에 녹색당은 득표율을 올리기도 하였다. 2011년 캐나다 연방 선거에서 그녀는 브리티시 컬림비아주 사니치-걸프아일랜드 선거구에서 이김으로써 당에서 처음으로 의석을 확보하였다.
메이는 환경 운동가, 작가, 변호사였으며, 1989년부터 2006년까지 시에라 클럽(Sierra Club)의 캐나다 지부 회장을 지냈다.